# Tonny Albert Springer
Tonny Albert Springer (L'Aia, 13 febbraio 1926 – Zeist, 7 dicembre 2011) è stato un matematico tedesco.

## Biografia
Springer iniziò i suoi studi universitari nel 1945 presso l'Università di Leida dove rimase fino alla sua laurea in matematica, ottenendo il suo dottorato nel 1951 sotto Hendrik Kloosterman con la tesi sulle trasformazioni simplettiche. Come post-dottorato Springer passò l'anno accademico 1951/1952 presso l'Università di Nancy e poi tornò presso l'Università di Leida fino al 1955. Nel 1955 accettò una conferenza presso l'Università di Utrecht, dove divenne professore ordinario nel 1959 fino al 1991 quando si ritirò come professore emerito. Fu professore in molte università: Università di Gottinga (1963), Institute for Advanced Study (1961/1962, 1969, 1983), IHES (1964, 1973, 1975, 1983), Tata Institute of Fundamental Research (1968, 1980), UCLA (1965/1966), Università Nazionale Australiana, Università di Sydney, Università di Roma Tor Vergata, Università di Basilea, Erwin Schrödinger Institute e Università di Parigi VI.
Nel 1964 Springer fu eletto membro della Royal Netherlands Academy of Arts and Sciences. Nel 1962 tenne delle lezioni presso il Congresso Internazionale dei Matematici di Stoccolma e nel 2006 a Madrid

## Pubblicazioni
- Tonny A. Springer, Jordan Algebras and Algebraic Groups, Classics in Mathematics, Springer-Verlag, 1998, ISBN 3-540-63632-3.
- Tonny A. Springer e Ferdinand D. Veldkamp, Octonions, Jordan Algebras, and Exceptional Groups, Springer Monographs in Mathematics, Berlin, Springer, 2000, ISBN 3-540-66337-1.
- Tonny A. Springer, Linear algebraic groups, 2ª ed., Birkhäuser, 1998, ISBN 978-0-8176-4021-7.;  1st edition, 1981.[3]
- Tonny A. Springer, Invariant theory, Lecture Notes in Mathematics, vol. 585, Springer-Verlag, 1977.[4]